# Espadilla
Espadilla ist eine Gemeinde (Municipio) mit 89 Einwohnern (Stand: 2024) in der Provinz Castellón in der spanischen autonomomen Region Valencia. 

## Geographie
Espadilla liegt etwa 23 Kilometer westnordwestlich der Provinzhauptstadt Castellón de la Plana und etwa 68 Kilometer nördlich von Valencia im Bezirk Alto Mijares in einer Höhe von ca. 295 m am Río Mijares. 

## Sehenswürdigkeiten
- Burgruine von Espadilla
- Johannes-der-Täufer-Kirche

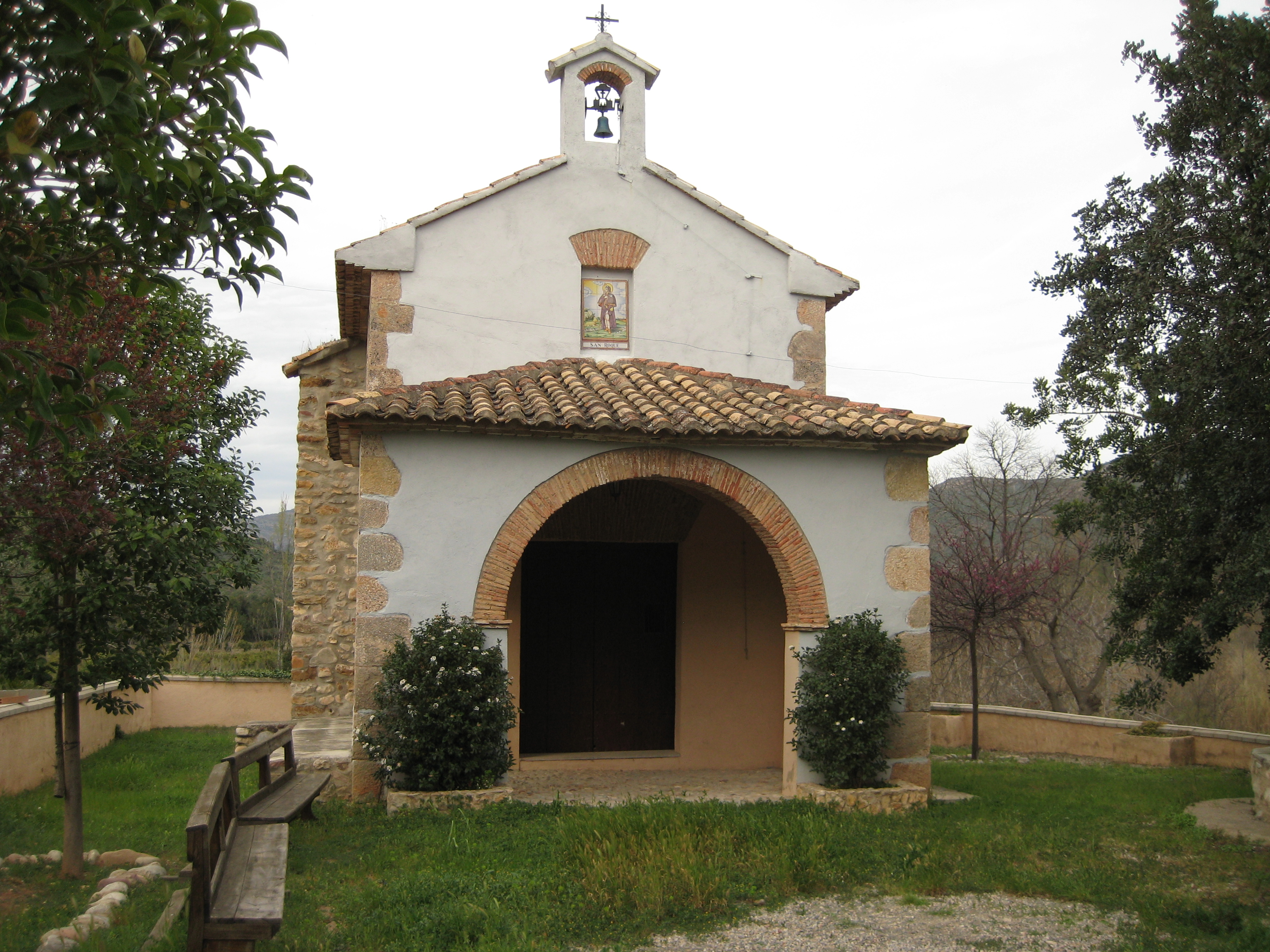
Rochuskapelle
- Kalvarienkapelle
- Rathaus

- Rochuskapelle